# Don't You Want Me
Don't You Want Me é um single do grupo britânico de synth-pop The Human League, lançado em 27 de novembro de 1981 como o quarto single de seu terceiro álbum de estúdio, Dare (1981). É a gravação mais conhecida e mais bem sucedida da banda e chegou a ficar em primeiro lugar entre as mais tocadas no Natal de 1981 no Reino Unido, onde já vendeu mais de 1.560.000 cópias, tornando-se o 23º single de maior sucesso na história do UK Singles Chart. Posteriormente, liderou a Billboard Hot 100 nos Estados Unidos em 3 de julho de 1982, onde permaneceu por três semanas.
Em novembro de 1983, a Rolling Stone classificou-a como a canção pioneira da Segunda Invasão Britânica dos Estados Unidos. Em 2015, em uma pesquisa da ITV, a canção foi votada pelo público britânico como a sétima favorita do país entre as que atingiram o topo das paradas nos anos 1980.

## Histórico
A letra da canção foi originalmente inspirada por uma fotonovela que o vocalista Philip Oakey leu em uma revista adolescente. Originalmente concebido e gravado em estúdio como um solo masculino, foi inspirado no filme A Star Is Born que Oakey decidiu transformar a canção em um dueto conflitante entre ele e uma das duas vocalistas adolescentes da banda. Susan Ann Sulley foi então convidada a assumir o papel. Até então, ela e a outra vocalista Joanne Catherall tinham sido usadas apenas nos backing vocals; Sulley diz que ela foi escolhida por sorteio. Os músicos Jo Callis e Philip Adrian Wright, então, criaram uma partitura de sintetizador para acompanhar a letra. Versões iniciais da música foram gravadas, mas a Virgin Records e o produtor Martin Rushent, estavam descontentes com os resultados. Rushent e Callis, então, remixaram a faixa, dando a ela uma som mais suave e, na opinião de Oakey, "mais pop". Oakey odiou a nova versão e achou que seria a faixa mais fraca do albúm "Dare", o que fez com que ele tivesse inúmeros bate-bocas com Rushent. Oakey odiou tanto a canção que ela foi relegada à última faixa no lado dois do (então) disco de vinil.
Antes do lançamento de "Dare", três de suas faixas ("The Sound of the Crowd", "Love Action (I Believe in Love)" e "Open Your Heart") já haviam sido lançadas como singles de sucesso. Com um álbum e três singles seguidos de sucesso, o CEO da Virgin, Simon Draper, decidiu lançar mais um single do álbum antes do final de 1981. Sua escolha, "Don't You Want Me", instantaneamente causou uma briga com Oakey, que não queria que outro single fosse lançado, porque ele estava convencido de que "o público, agora, estava cansado de ouvir The Human League" e a escolha de uma "faixa de má qualidade" quase certamente seria um desastre, destruindo a popularidade recém-conquistada pelo grupo. A gravadora, no entanto, foi inflexível e insistiu que um quarto single fosse lançado. Oakey finalmente concordou, com a condição de que um grande poster colorido acompanhasse o single, para "compensar" o fato de que, para Oakey, os fãs da banda estavam adquirindo um single "abaixo do padrão".
O The Human League muitas vezes adicionou referências enigmáticas às suas produções e a capa do single "Don't You Want Me" traz o sufixo "100". Esta é uma referência ao "The 100 Club", um restaurante/bar em Sheffield.
Atualmente, a canção é considerada um clássico de sua época. Em uma análise contemporânea da obra, Stephen Thomas Erlewine, editor sênior da AllMusic descreveu a canção como "uma crônica devastadora de uma amor desgastado embalada nos maiores ganchos pops e na melhor produção do ano".

## Desempenho e vendas
"Don't You Want Me" foi lançado no Reino Unido em 27 de novembro de 1981. O single "Seconds", do mesmo álbum, foi lançado como lado B. Como ocorreu nos singles anteriores, uma versão de 12" foi lançada com as versões originais de "Don't You Want Me" e "Seconds" no lado A e um  mix de dança estendido" com duração de sete minutos e meio no lado B. Esse mix também aparece no álbum "Love and Dancing", lançado sob o nome de "League Unlimited Orchestra" em 1982.
Para surpresa da banda (e especialmente de Oakey), a música entrou na parada de sucessos de singles do Reino Unido em nono lugar e alcançou o primeiro lugar na semana seguinte, permanecendo lá durante o período de Natal por um total de cinco semanas. Acabou se tornando o single mais vendido a ser lançado em 1981 e o quinto single mais vendido de toda a década. Seu sucesso foi repetido seis meses depois nos EUA, com "Don't You Want Me" alcançando a primeira posição na Billboard Hot 100 por três semanas. A revista Billboard o classificou como o sexto maior sucesso de 1982. O single foi certificado pela RIAA como "Ouro" no mesmo ano por vender um milhão de cópias.
A música foi relançada em outubro de 1995 em CD, cassete e single de 12" com novos remixes de "Snap!" e "Red Jerry", chegando ao 16º lugar na parada britânica. "Don't You Want Me" é o 23º single mais vendido da história do Reino Unido, com 1,55 milhão de cópias vendidas. Em 23 de março de 2014, a música entrou novamente no UK Singles Chart em 19° e estreou em primeiro nas paradas de singles na Escócia, graças a uma campanha  nas mídias social criada por fãs do Aberdeen Football Club.

## Videoclipe
Em 1981, com o lançamento da MTV naquele ano, a Virgin Records percebeu que o videoclipe estava evoluindo para se tornar uma importante ferramenta de marketing. Esse fato foi fundamental para que a gravadora encomendasse um vídeo promocional mais elaborado e mais caro para "Don't You Want Me".
O videoclipe foi filmado perto de Slough, Berkshire, em novembro de 1981 e teve como tema as filmagens e montagem de um filme de mistério, apresentando os membros da banda como personagens e equipe de produção da película. Por se tratar de um vídeo de "making-of", tanto a equipe quanto o equipamento de filmagem aparecem por toda parte. O vídeo foi concebido e dirigido pelo cineasta Steve Barron, e tem como base a interação entre uma atriz de sucesso interpretada por Susan Ann Sulley com um diretor de cinema (Philip Oakey) em um set de filmagem. O vídeo é vagamente baseado no filme Nasce Uma Estrela. Perto do final do vídeo, é mostrado um close da expressão no rosto de Philip Adrian Wright, que no vídeo interpreta um editor de cinema, enquanto a câmera se afasta para revelar que a sala de montagem onde Oakey, Wright e Sulley estavam trabalhando é outro cenário (a câmera pode ser vista no reflexo do espelho).
Gravado em uma noite fria e úmida de inverno, o vídeo foi filmado em 35 mm, em vez do videoteipe, mais barato e predominante na época. Sulley afirma que Barron foi fortemente influenciado pela cinematografia do videoclipe da canção "Vienna" da banda Ultravox (dirigido por Russell Mulcahy no início daquele mesmo ano). Barron também foi influenciado por François Truffaut e seu filme A Noite Americana, e, por isso, a claquete vista no vídeo traz a inscrição "Le League Humaine" como uma homenagem a Truffaut.

## Na cultura popular
Em 2001, a Virgin Records permitiu que a música fosse usada em um comercial do Fiat Punto, estrelado por Myfanwy Waring e James Daffern. O uso da música pela Fiat levou a uma ação legal do The Human League, que acabou perdendo o caso para a Virgin. 
Uma campanha foi iniciada pelos torcedores do Aberdeen F.C. em março de 2014 com o objetivo de levar a música ao topo das paradas de sucesso inglesa após a vitória do time na final da Taça da Liga Escocesa contra o Inverness CT. A música alcançou o número 4 entre as músicas mais baixadas do iTunes em 19 de março de 2014. No domingo seguinte, 23 de março, a música voltou ao número 19 na parada de singles do Reino Unido.